# 婴儿死亡率

2017年全世界的婴儿死亡率比較圖

婴儿死亡率（英語：infant mortality rate，缩写为IMR）是指每1000名活产儿中在一岁前死亡的人口数。这个比率是衡量一个国家健康水平的指标。由于婴儿死亡率只统计一岁以下的数据， 而统计五岁以下儿童死亡的儿童死亡率也是一个重要的统计数据。截至目前為止，平均壽命增長的最大原因是嬰幼兒死亡率的巨幅下降。
2013年時，美國婴儿死亡死因的第一名是先天缺陷。其他的死因有出生窒息、肺炎、先天性障碍、足月分娩併發症（例如臍帶脫垂或是滯產、新生兒感染、腹瀉、疟疾、麻疹及營養不良。）婴儿死亡死因中，最常見可預防的原因是孕婦在懷孕時吸煙。沒有產前檢查、孕婦在懷孕時飲酒或是管制藥物使用也可能會導致併發症，造成婴儿死亡。許多環境因素會影響婴儿死亡率，例如母親的教育程度、環境因素、政治以及醫療上的基礎建設。改善卫生设施、讓大家可以取得潔淨的飲用水、提昇對感染性疾病的免疫，以及其他公共卫生措施都有助於降低婴儿死亡率。
2018年的报告给出的世界平均婴儿死亡率为千分之30。 而五岁以下儿童死亡率为千分之39。 跟1990年相比已有很好的改善。

## 統計

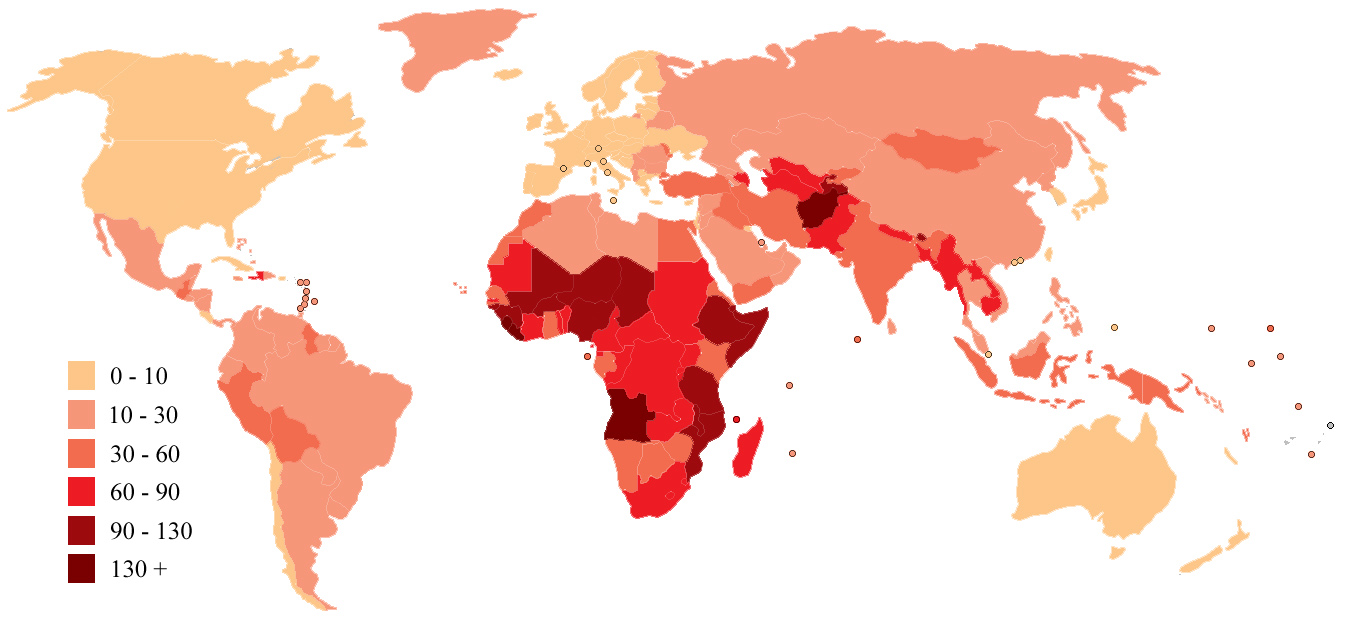
世界各國每出生一千個嬰兒的死亡率

前十大高嬰兒死亡率的國家有：
1. 安哥拉 192.50
2. 阿富汗 165.96
3. 145.24
4. 莫桑比克 137.08
5. 利比里亚 130.51
6. 尼日尔 122.66
7. 118.52
8. 117.99
9. 112.10
10. 108.72

## 嬰幼兒死亡率和平均壽命的關係
古代嬰幼兒死亡率高，是古代平均壽命低的主要原因，像例如說在十三世紀時，英國貴族的平均壽命大約是30歲。但當時，對於活到21歲的成年男性而言，他們依舊能預期活到大約62至70歲左右。嬰幼兒死亡率的巨幅下降，是20世紀中期以前平均壽命增長的最可能的原因（然而二十世紀中期後平均壽命增加的主要原因變為老年人壽命增加）。因此有理由認為所謂的古代人「平均壽命都不超過50歲」，因為「很多人在30-40歲的青壯年期間因為戰亂或疾病而離世」之類的說法，是錯誤的；然而應當注意的是，有時也會出現人們平均壽命與實際死亡的壽命差不多的狀況，像例如曾有人對古羅馬遺址做研究，結果發現古羅馬勞工階級的死亡壽命大多在30歲左右。